# Independence (Misuri)
Independence es una ciudad ubicada en el condado de Jackson en el estado estadounidense de Misuri. En el censo de 2010 tenía una población de 116 830 habs. y una densidad poblacional de 576,49 hab/km². Se encuentra sobre la orilla derecha del río Misuri, y forma parte del área metropolitana de Kansas City.
Durante el siglo XIX fue una de las terminales del Camino de Santa Fe.

## Geografía
Independence se encuentra ubicada en las coordenadas 39°5′7″N 94°21′5″O / 39.08528, -94.35139. Según la Oficina del Censo de los Estados Unidos, Independence tiene una superficie total de 202,66 km², de la cual 200,9 km² corresponden a tierra firme y (0,87 %) 1,76 km² es agua.

## Demografía
Según el censo de 2010, había 116.830 personas residiendo en Independence. La densidad de población era de 576,49 hab./km². De los 116.830 habitantes, Independence estaba compuesto por el 85,69 % blancos, el 5,56 % eran afroamericanos, el 0,63 % eran amerindios, el 0,98 % eran asiáticos, el 0,7 % eran isleños del Pacífico, el 3,21 % eran de otras razas y el 3,24 % pertenecían a dos o más razas. Del total de la población el 7,7 % eran hispanos o latinos de cualquier raza.

## Personajes ilustres
- Ginger Rogers (1911-1995), actriz, bailarina y cantante, especialmente recordada por sus bailes junto a Fred Astaire.
- Cathay Williams (1844-1892), primera mujer soldado afroestadounidense.

## Hermanamientos
- Higashimurayama, Japón[6]